# Aleksander Gołębiowski (operator dźwięku)
Aleksander Gołębiowski (ur. 13 lutego 1936 w Warszawie, zm. we wrześniu 2000 w Łodzi) – polski operator dźwięku.

## Życiorys
Laureat Nagrody za dźwięk na Festiwalu Polskich Filmów Fabularnych w Gdyni i na Międzynarodowym Festiwalu Filmów Autorskich w San Remo oraz dwukrotnie nominowany do Polskiej Nagrody Filmowej, Orzeł w kategorii najlepszy dźwięk.

## Filmografia
jako operator dźwięku:

- Salto (1965)
- Czterej pancerni i pies (1966) – odcinki 1-8
- Rejs (1970)
- Milion za Laurę (1971)
- Kardiogram (1971)
- Diabeł (1972)
- Anatomia miłości (1972)
- Tańczący jastrząb (1977)
- Test pilota Pirxa (1978)
- Wielka majówka (1981)
- Yesterday (1984)
- Kochankowie mojej mamy (1985)
- Pociąg do Hollywood (1987)
- Marcowe migdały (1989)
- Psy (1992)
- Śmierć jak kromka chleba (1994)
- Młode wilki (1995)
- Girl Guide (1995)
- Cwał (1995)
- Prostytutki (1997)
- Bandyta (1997)
- Córy szczęścia (1999)
- Nie ma zmiłuj (2000)
- Głośniej od bomb (2001)

## Nagrody i nominacje
- 1978 – Nagroda za dźwięk w filmie Tańczący jastrząb na Międzynarodowym Festiwalu Filmów Autorskich w San Remo
- 1997 – Nagroda za dźwięk w filmie Bandyta na Festiwalu Polskich Filmów Fabularnych w Gdyni
- 2001 – nominacja do Polskiej Nagrody Filmowej, Orzeł za dźwięk w filmie Nie ma zmiłuj
- 2001 – nominacja do Polskiej Nagrody Filmowej, Orzeł za dźwięk w filmie Córy szczęścia